# Список двічі нагороджених Хрестом бойових заслуг

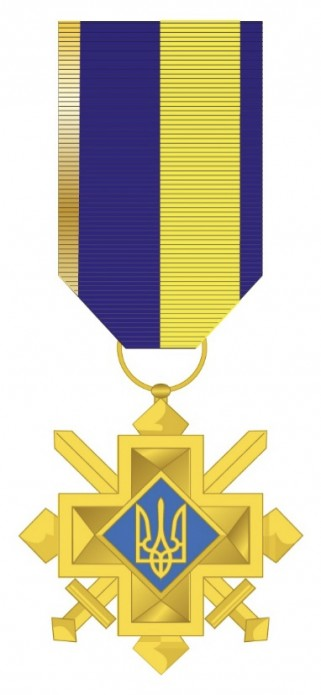
Хрест бойових заслуг

Планка Хреста бойових заслуг для нагороджених вдруге

Це список осіб, двічі нагороджених відзнакою Президента України «Хрест бойових заслуг» у хронологічному порядку. Станом на 26 березня 2025 року оприлюднені укази щодо нагородження двічі 1 особи. Інформація наводиться відповідно до Указів Президента України щодо нагородження. Кілька указів про нагородження Хрестом бойових заслуг не публікувалися.
Хрест бойових заслуг — державна нагорода України — відзнака Президента України, встановлена для відзначення військовослужбовців Збройних Сил України та інших військових формувань, утворених відповідно до законів України, за видатну особисту хоробрість та відвагу або видатний геройський вчинок під час виконання бойового завдання в умовах небезпеки для життя та безпосереднього зіткнення із супротивником; видатні успіхи в управлінні військами (силами) під час ведення воєнних (бойових) дій.
Особі, нагородженій Хрестом бойових заслуг вдруге, вручаються знак про нагородження вдруге для розміщення на стрічці хреста, знак про нагородження вдруге для розміщення на планці хреста в футлярі, а також диплом встановленого зразка. У разі нагородження вдруге в дипломі нижче назви відзнаки зазначається «(Срібна дубова гілка)». Знак про нагородження вдруге для розміщення на стрічці виготовляється зі срібла і є рельєфним зображенням дубової гілки. На зворотному боці гілки — клямер для кріплення до стрічки. Знак про нагородження вдруге для розміщення на планці виготовляється зі срібла і є чотирикутною зіркою з двогранними променями розміром 10 мм. На зворотному боці зірки — клямер для кріплення до планки.
Нижче наведений перелік двічі нагороджених згідно оприлюднених указів Президента України; звання та посади вказані на час нагородження, як зазначено в указі.
1. Козін Іван Олександрович[1][2]
  -  31 жовтня 2024 року старший лейтенант І. Козін нагороджений за особисту мужність, виявлену у захисті державного суверенітету та територіальної цілісності України, самовіддане виконання військового обов'язку[3]
  -  20 лютого 2025 року старший лейтенант І. Козін нагороджений вдруге за особисту мужність, виявлену у захисті державного суверенітету та територіальної цілісності України, самовіддане виконання військового обов'язку[4]